# Rangenmühle (Bechhofen)
Rangenmühle war ein Gemeindeteil von Sachsbach. Heute ist es eine Wüstung im Gemeindegebiet des Marktes Bechhofen im Landkreis Ansbach (Mittelfranken, Bayern).  Rangenmühle lag in der Gemarkung Sachsbach.

## Geographie
Rangenmühle war eine Einöde bestehend aus einem Mühl- und drei Nebengebäuden und lag auf einer Höhe von 449 m ü. NHN. Sie befand sich am Esbach, einem rechten Oberlauf des Hechelschutzbaches, der ein rechter Zufluss der Altmühl ist. Zum Anwesen gehörten nur 2,5 ha Acker- und Grünland, die im Nordwesten direkt angrenzten. Die übrigen Flächen waren an andere Besitzer vergeben. Im Westen wurde die Flur Henenäcker genannt, im Nordosten Humelfeld und im Osten Steinäcker. Ein Feldweg führt nach Reichenau (0,3 km südöstlich).

## Geschichte
Rangenmühle lag im Fraischbezirk des eichstättischen Oberamtes Wahrberg-Herrieden. Gegen Ende des 18. Jahrhunderts gab es ein Anwesen. Dieses hatte das Kastenamt Herrieden als Grundherrn. Das Mühlgebäude erhielt die Haus-Nr. 12 des Ortes Reichenau.
Mit dem Gemeindeedikt (frühes 19. Jahrhundert) wurde Rangenmühle dem Steuerdistrikt und der Ruralgemeinde Sachsbach zugeordnet. Nach 1961 wurde der Ort in den amtlichen Verzeichnissen nicht mehr erwähnt. Heute gibt es von den Anwesen keine Überreste mehr.

## Einwohnerentwicklung
| Jahr      | 001818 | 001840 | 001861 | 001871 | 001885 | 001900 | 001925 | 001950 | 001961 |
| Einwohner | 12     | 8      | 4      | 6      | *      | *      | *      | *      | *      |
| Häuser    | 1      | 1      |        |        | *      | *      | *      | *      | *      |
| Quelle    | [ 5 ]  | [ 6 ]  | [ 7 ]  | [ 8 ]  | [ 9 ]  | [ 10 ] | [ 11 ] | [ 12 ] | [ 13 ] |

## Religion
Der Ort war seit der Reformation evangelisch-lutherisch geprägt und gehörte zur Kirchengemeinde St. Georg (Sachsbach), die ursprünglich eine Filiale von St. Maria (Königshofen) war, seit 1902 eine Filiale von St. Johannis (Bechhofen) ist. Die Katholiken waren nach St. Vitus und Deocar (Herrieden) gepfarrt.

## Weblink
- Rangenmühle in der Ortsdatenbank des bavarikon, abgerufen am 19. August 2021.